# Hopkinsia
Hopkinsia là một chi thực vật có hoa trong họ Anarthriaceae.